# Alhama de Granada
Alhama de Granada è un comune spagnolo di 6 012 abitanti situato nella comunità autonoma dell'Andalusia.